# Mela Escherich
Mela Escherich, geb. Emilie Welzhofer (* 31. Januar 1877 in München; † 26. September 1956 in Wiesbaden) war eine deutsche Kunsthistorikerin und Schriftstellerin, deren Name in Wiesbaden im Zusammenhang mit verschiedenen Wiesbadener Malern bekannt ist. Sie zählt neben Hanna Bekker vom Rath, Hedwig Brugmann und Lisa Kümmel zu den sogen. „Nothelferinnen“ des Künstlers Alexej von Jawlensky.

## Jugend
Über die Schulbildung von Mela Escherich ist wenig überliefert. Ihr Vater war der Historiker und Dramatiker Heinrich Welzhofer (1851–1911), die Mutter war die Schriftstellerin und Redakteurin Emilie Escherich (1856–1953). Diese benutzte ihren Mädchennamen als Pseudonym. Die Tochter Mela folgte dem Beispiel ihrer Mutter und verwendete als Autorin neben dem Kürzel „ch“ ebenso den Namen Escherich.

## Studium
Durch Clemens Weiler, den ehemaligen Direktor des Museums Wiesbaden und ersten Jawlensky-Biographen, erfährt man, dass Mela Escherich u. a. bei Henry Thode Kunstgeschichte studierte.

## Berufliche Tätigkeit
Escherich schrieb Abhandlungen nicht nur zu kunsthistorischen Themen, wie zu Matthias Grünewald, Konrad Witz, Ludwig Richter oder Einblattholzschnitten, sondern auch zu Sagen und Märchen.

## James Pitcairn-Knowles
Ab ca. 1900 berichtete sie über Wiesbadener Kunstausstellungen, z. B. in den Nassauischen Annalen. Als sich der schottische Maler James Pitcairn-Knowles in Wiesbaden das Schloss Freudenberg gebaut hatte und zu einem beliebten Porträtisten avancierte, widmete sie ihm 1912 in dem Wiesbadener Blatt Die Weltkurstadt einen Artikel, der sein Lieblingsthema in seiner Malerei, die Darstellung von schönen Frauen, behandelte. Darin schildert sie Pitcairn-Knowles als einen Maler, „der in dem Gesellschaftsmenschen, insbesondere der Frau, das tiefere Wesen der modernen Gesellschaft […] in einem ethischen Sinne wiederzugeben sucht.“ In einem Artikel für die Zeitschrift Der Cicerone formulierte sie: „Seine Kunst atmet Hochkultur, sensiblen Geschmack, spiritualistisches Einfühlungsvermögen in das geheime Reich des Femininen.“

## Hans Völcker
Nach der Katalogisierung der Gemäldegalerie des Museums Wiesbaden durch den Nassauischen Kunstverein wurde Escherich zusammen mit dem Maler Hans Völcker 1911/12 mit der Neuordnung der Sammlung betraut.

## Alexej Jawlensky
Für Jawlensky engagierte sich Escherich in besonderer Weise. Sie dürfte ihn 1922 kennengelernt haben, als er in Wiesbaden – ihrem Zuhause – „gleichsam vis-a-vis“ in die Nikolasstraße (heute Bahnhofstraße) mit Frau Helene und Sohn Andreas gezogen war.
Escherich muss sehr schnell einen äußerst freundschaftlichen Kontakt mit der kleinen Familie Jawlensky gehabt haben, denn schon 1924 schrieb sie einen Aufsatz zur Malerei von Andreas als wäre sie dabei gewesen, als dieser seinen ersten Malunterricht erhielt:

„‚Ich möchte auch einmal etwas malen,‘ sagte der kleine Andre, als er seinem Vater beim Malen zusah.

‚Gut,‘ erwiderte Alexej v. Jawlensky, ‚wollen wir ein Stilleben malen?‘

‚Was ist das?‘

‚Du wirst schon sehen.‘

Nach diesem Gespräch stellte der Vater vor dem sechsjährigen Knirps, der noch nicht wußte, was ein Stilleben ist, einige Gegenstände auf und das Kind malte sie.

So entstand eine Reihe – ausstellungsreifer Arbeiten, Arbeiten von verblüffender Sicherheit der Hand und des Auges.[…]“

In der Literatur finden sich unterschiedliche Daten über diese Begebenheit. So hat Andreas „als kleines vierjähriges Kind im Atelier seines Vaters in München zu malen begonnen“. Das wäre demnach 1906 gewesen. Das gleiche Datum lieferte Andreas selbst, als er behauptete: „Es war im Sommer bis Dezember 1906, [...] ich war damals vier Jahre alt und bekam vom Nikolaus einen Malkasten […] in Wasserburg.“ Doch Andreas’ Aussage ist schon deshalb nicht stimmig, weil er die fragliche Zeit in Frankreich verbracht hatte. Nach Escherichs Darstellung fand dieses Ereignis jedoch 1908 statt. Ein anderer Kunsthistoriker meinte: „1907 entstand sein erstes Bild.“ Damals war Andreas erst fünf Jahre alt. – Elisabeth Erdmann-Macke, die Frau von August Macke, lernte frühe Zeichnungen von Andreas 1910 kennen. Sie beurteilte deren Eigentümlichkeit unmissverständlich, als „Kinderzeichnungen“ und nicht als Malereien.
1926 schrieb Escherich eine Abhandlung mit dem Titel Russische Kunst in Deutschland, in der die künstlerischen Stationen von Jawlensky und die seiner engen Weggefährten einen relativ breiten Raum einnahmen. Ihn charakterisierte sie als eine „jener vornehmen Gestalten, deren Kunst uns wie ein Anhauch aus einer besseren Welt berührt. Hier wird Friede über dem Streit der Richtungen. Abstrakte Kunst, man kann das Wort wohl auch noch anwenden; aber nicht in dem Maß, wie bei anderen. […] Heute hat Jawlensky einen bestimmten Stil, ein bestimmtes Motiv gefunden, worauf er sich fast ausschließlich konzentriert. Die Köpfe. Eine Folge von Köpfen, in denen mit unglaublich einfachen Mitteln ein Gefühl, eine Stimmung ausgedrückt wird.“
Jawlensky klagte Escherich bestimmt ähnlich wie seiner Freundin Galka Scheyer des Öfteren: „Ich bin noch so wenig verstanden“ oder „Neue Köpfe man versteht bis jetzt nicht“. Nur so ist zu verstehen, dass sie bereits ein Jahr später, 1927, ihre Feder [wieder] in den Dienst des Meisters stellte, um seinem Werk das Verständnis zu erwecken. Sie beschwor ihre Leser geradezu, wenn sie schrieb: „Kunst ist Gnade. Enthüllung. Oeffnen des Vorhangs, hinter dem das Mysterium erstrahlt. In diese Sphäre führt uns die Kunst Jawlensky’s. Seine Bilder sind zeit- und ortlos.“

## Briefe aus den Kliniken in Stuttgart, Piešťany und Bad Wörishofen
Unter den Autographen der Hochschul- und Landesbibliothek RheinMain in Wiesbaden finden sich einige Briefe, die Jawlensky Escherich 1930 aus einer Klinik in Stuttgart und aus dem Heilbad Piešťany in der Tschechoslowakei schrieb.
Am 9. August machte er ihr ein Kompliment für die Art, wie sie zu schreiben pflegte: „Alles, was Sie schreiben in Büchern, ist so talentvoll und interessant, daß ich überzeugt bin, daß sie für Ihr letztes Werk sicher einen Verleger finden. Dazu haben Sie einen [zu] guten Namen. Ich lese jetzt die Dramatik des Lichtes im Werk Matthias Grünewalds von Roman Boos. Anthroposophische Erklärung. Interessant.“
Ein Brief vom 12. Juli informiert über Eifersüchteleien unter Jawlenskys Freundinnen, in dem er Escherich bat, der Frau von Heinrich Kirchhoff die er, um sein Verhältnis mit ihr zu tarnen, mit „Dusy“ ansprach, nicht zu erzählen, dass ihn seine Freundin „Lisa“ in Stuttgart besuchte. Aus dem genannten Brief geht auch hervor, dass Escherich und Kümmel Jawlensky mit für ihn wichtigem Lesestoff versorgten, nämlich den Cahiers d’Art und dem Cicerone, der „Halbmonatsschrift für Künstler, Kunstfreunde und Sammler“.
Aus Piešťany schrieb er Escherich am 4. August 1930, dass sich „der alte Mucha“ zur Zeit ebenfalls in dem Badeort aufhielt: „der möchte mich kennenlernen.“ Fünf Tage später konnte er Escherich von der Begegnung berichten: „Er hat sehr lange in Paris gelebt und war oft zusammen mit Gauguin und Strindberg und noch verschiedenen Künstlern, unter anderen mit Sliwinsky, den ich und unsere Familie sehr, sehr gut kannten.“
Am 15. September 1932 schrieb Jawlensky aus Bad Wörishofen, wo er sich zur Wasserkur nach Sebastian Kneipp aufhielt: „Mein lieber Freund Mela! Soeben zurück von einem kleinen Spaziergang. […] Ich habe hier eine sehr schöne Birkenallee. […] Die Birke ist für mich Russland und meine Jugend und die Blicke zwischen den Bäumen ist eine Frau, Schöne Frau. Und da ich hier keine habe, dann unterhalte ich mich mit Birken. Sie werden sagen ‚der arme Jawlensky.‘ […] Ich fahre wahrscheinlich Dienstag den 20 Sept. nach München und bleibe dort ein paar Tage und dann nach Hause. Ich möchte Kunst sehen, Erbslöh besuchen und überhaupt München wieder sehen. So viele Erinnerungen, so viel!“

## Zu Jawlenskys 70. Geburtstag
Am 26. März 1934 feierte man Jawlenskys Jubiläumstag. Escherich widmete ihm eine kleine, in Wiesbaden gedruckte Biografie mit zwei Abbildungen. Mit ihr versuchte sie, Kunstsammlern den Kauf von Jawlensky-Werken schmackhaft zu machen, indem sie den Leser vorschwärmte: „In Europa, Amerika, Australien, überall findet man Werke von ihm als zärtlich gehütete Schätze. Diese Kunst verstehen, das ist wie die Hingabe an Religion. […] Man erzählt sich von Enthusiasten, dass sie ohne diese Bilder nicht mehr leben können. […] Formen von heiliger Strenge. Farben in unbegreiflich beglückenden Zusammenklängen. Ausstrahlung einer glühenden und geistigen Künstlerseele. Anhauch des Göttlichen, was ist das? Wir werden ehrfürchtig. Nennen wir es Schönheit!“
Wie beglückt Jawlensky an diesem Tag war, erfährt man aus einem Brief, den er an Scheyer schrieb: „Mein 70jahr war sehr feierlich ausgegangen. In der früh habe ich viel, viel Briefe bekommen. Von Kandinskys. Hartmann (Musiker) und Arp aus Paris. Nolde hat mir einen sehr lieben Brief mit einem Litho geschickt, dazu einen Korb voll mit Blumen und Bonbon. Sehr, sehr lieb. Schmidt Rottluff schrieb einen rührenden Brief, auch Kolbe, Harth und Heckel. Aus Bern schrieb mir Klee, und Felix Klee aus Ulm. Feininger hat mich auch nicht vergessen [...] Viele, viele Telegramme und mein Zimmer war voll von Blumen. In Zeitungen, in Berlin, Stuttgart und Bern, hat man über mich geschrieben.“
Mela Escherichs Publikation erwähnte er nicht, denn bezüglich einer Biografie vertrat Jawlensky schon früher die Maxime „Nahme muß sein“. Und den hatte Escherich seines Erachtens nun doch nicht. Als Autor, der ein Buch über ihn und seine Kunst schreiben könnte, nannte er namentlich den Marburger „Prof. Hamann“, der „sehr viel Verständnis für Kunst hat und reibt sehr gut“. Auch den promovierten Kunsthistoriker Will Grohmann, „den bedeutendsten Mensch für Moderne Kunst“, hätte Jawlensky akzeptiert.

## Jawlenskys Widmungen für Mela Escherich
Durch den Brief vom 12. Juli erfährt man, dass Escherich den Maler finanziell unterstützte: „Mela, ich bin Ihnen so innig dankbar für das Geld, so gerührt, dass ich keine Worte finden kann. […] Nur mit meiner Kunst kann ich Sie bedanken.“ Jawlensky bedachte sie mit Bildergeschenken. Sein Werkverzeichnis kann immerhin elf Gemälde, vier Zeichnungen und zwei Postkarten aus Escherichs ehemaligem Besitz benennen. Einige Arbeiten versah er mit Widmungen.

### Gemälde
- 1927: Ein Bildtitel lautet: „Bildnis Mela Escherich“[33],
- 1927: „Für Frl. Mela Escherich in tiefster Verehrung“[34],
- 1933: „Meinem lieben Freund Mela aus Dankbarkeit“[35],
- 1933: „An Mela Escherich einen Weihnachtsgruss von A. Jawlensky“[36],
- 1936: „Meinem lieben Freund Mella für Weihnachten“[37]

### Aquarell
1931: „Für Mella Escherich“

### Postkarte
1931: Eine Postkarte zeigt sein Selbstporträt und das Porträt von Lisa Kümmel und enthält den Text: „Hallo! Hallo! Mela! Ich bin noch da, noch nicht gestorben. Kommen Sie doch zum The.“

## Schriften (Auswahl)
- Die Darstellung des Uebernatürlichen in der Kunst. In: Monatsberichte über Kunstwissenschaft und Kunsthandel, 2. Jg. (1902), Heft 12, S. 430–437 (Digitalisat / PDF 2,36 MB bei Heidelberger historische Bestände – digital)
- Die Nornen in der Kunst des Mittelalters. Eine ikonographische Studie. In: Monatsberichte über Kunstwissenschaft und Kunsthandel, 3. Jg. (1903), S. 134 (Digitalisat bei Heidelberger historische Bestände – digital)
- Dürers Beziehungen zu gotischen Stechern. Ebd., S. 244, 245 und 246
- Kunst als Offenbarung der Natur. Ebd., S. 270–274 und 308–318
- Der Meister des Seligenstädter Altars. Ebd., S. 292
  - hierzu auch: Zur Martin-Hess-Frage. In: Henry Thode, Hugo von Tschudi (Red.): Repertorium für Kunstwissenschaft, Bd. 32. Reimer, Berlin 1909, S. 67 f. (Digitalisat S. 67 bei degruyter.com)
- Die Schule von Köln (= Studien zur deutschen Kunstgeschichte, Heft 89). Heitz, Straßburg 1907 (Digitalisat im Internet Archive)
- Ludwig Richter und seine Kunst (= Deutsche Kunst-Hefte, Heft 3). Müller, Stuttgart 1907
- Mathias Grünewald. Ein Beitrag zur Symbolik des Lichtes. In: Deutsche Rundschau, Bd. 136 (1908), S. 387–405 (Digitalisat im Internet Archive)
- Mechthild von Magdeburg: Das fließende Licht der Gottheit. Ins Neudeutsche übertragen und erläutert von Mela Escherich. Paetel, Berlin 1909
- Alfred Messel †. In: Deutsche Rundschau, Bd. 139 (1909), S. 297–300 (Digitalisat im Internet Archive)
- Rembrandt und seine Zeit. In: Deutsche Rundschau, Bd. 138 (1909), S. 261–271 (Digitalisat im Internet Archive)
- Das Kind in der Kunst. Mit 56 Abbildungen auf 32 Tafeln. Franckh, Stuttgart 1910
- Grünewald-Bibliographie (1489 – Juni 1914) (= Studien zur deutschen Kunstgeschichte, Heft 177). Heitz, Straßburg 1914
- Hans Baldung Grien. Studie. In: Deutsche Rundschau, Bd. 159 (1914), S. 444–459 (Digitalisat im Internet Archive)
- Konrad Witz (= Studien zur deutschen Kunstgeschichte, Heft 183). Heitz, Straßburg 1916
- Hans Baldung-Grien. Bibliographie (1509 – 1915) (= Studien zur deutschen Kunstgeschichte, Heft 189). Heitz, Straßburg 1916
- Einblattdrucke des Grossherzoglich Hessischen Landesmuseums zu Darmstadt. Heitz, Straßburg 1916
- Einzelformschnitte und Einblattdrucke des Kestner-Museums zu Hannover. Heitz, Straßburg 1916
- Einblattdrucke der Prinzlichen Sekundogenitur-Bibliothek zu Dresden. Heitz, Straßburg 1916
- Rheinsagen (= Konegens Kinderbücher, 92). Konegens Jugendschriftenverlag, Wien 1921
- Hessische Sagen (= Bunte Sesambücher, 109). Konegens Jugendschriftenverlag, Wien 1924
- Andre Nesnakomoff-Jawlensky. Mit vier Abbildungen auf zwei Tafeln. In: Der Cicerone. Halbmonatsschrift für Künstler, Kunstfreunde und Sammler, 16. Jg. (1924), Heft 7, S. 310–313 (Digitalisat / PDF 2,36 MB bei Heidelberger historische Bestände – digital)
- Russische Kunst in Deutschland. In: Osteuropa, Bd. 1 (1925), Nr. 8-9, S. 457–461
- Alexej Jawlensky. In: Fremdenblatt und Wochenend-Zeitung für Wiesbaden, Mainz, Rhein, Jg. 1927, 10.–16. September, S. 3 ff.
- Rezension zu Die Bildwerke der Rottweiler Lorenzkapelle von Julius Baum in: Jahrbuch für Kunstwissenschaft (1930), S. 100 (Digitalisat bei JSTOR)
- Alexej von Jawlensky. Dem Meister zum 70. Geburtstag! 26. März 1934. Privatdruck, Wiesbaden 1934